# SOKO Rhein-Main
SOKO Rhein-Main (también conocida como: "Die Spezialisten: Kripo Rhein-Main"), es una serie de televisión alemana transmitida del 19 de abril de 2006 al 2007 por medio de la cadena ZDF. 
"SOKO", es una abreviatura para el término "Sonderkommission" (en español: Comisión de la Policía Especial), del equipo especial de investigación en Alemania.
La serie ha contado con la participación invitada de los actores Christoph Waltz, Horst Janson, Nicolette Krebitz, Chiara Schoras, Mina Tander, Jasmin Schwiers, Joachim Paul Assböck, Lambert Hamel, entre otros...

## Historia
La serie sigue a un grupo de policías que se encargan de investigar y resolver los crímenes de Rhein-Main.

## Personajes

### Personajes Principales
| Actor            | Personaje      | Ocupación                 | N.º de episodios | Duración    |
| ---------------- | -------------- | ------------------------- | ---------------- | ----------- |
| Marita Marschall | Susanne Meder  | Detective                 | 18               | 2006 - 2007 |
| Sven Martinek    | Thomas Wallner | Detective en Jefe         | 18               | 2006 - 2007 |
| Ercan Durmaz     | Cem Pamuk      | Comisionado               | 18               | 2006 - 2007 |
| Daniel Wiemer    | Pit Hartmann   | Detective Superintendente | 18               | 2006 - 2007 |
| Daniela Preuß    | Nina Horn      | Detective                 | 18               | 2006 - 2007 |

### Personajes Recurrentes
| Actor                | Personaje     | Ocupación            | N.º de episodios | Duración |
| -------------------- | ------------- | -------------------- | ---------------- | -------- |
| Francis Fulton-Smith | Johannes Ried | Doctor / Jefe de BKA | 8                | 2007     |

## Producción
La serie es uno de los spin-offs de la serie original alemana SOKO 5113. 
Fue dirigida por Michael Schneider, Michel Bielawa, Axel de Roche, Patrick Winczewski, Florian Froschmayer, Michael Wenning y Thomas Jahn. También contó con la participación de los escritores Matthias Herbert, Sandra Hoerger, Robert Hummel, Ralf Kinder, Uwe Kossmann, Ralf Löhnhardt, Claudia Römer, Lorenz Stassen y David Ungureit.